# بونا سار
بونا سار (انگلیسی: Bouna Sarr؛ زادهٔ ۳۱ ژانویهٔ ۱۹۹۲) بازیکن فوتبال اهل فرانسه است که برای باشگاه فوتبال بایرن مونیخ در بوندس‌لیگا بازی می‌کند.
از باشگاه‌هایی که در آن بازی کرده‌است می‌توان به بایرن مونیخ، المپیک مارسی و متس اشاره کرد.